# أمواج ومياه ضحلة

مرحلة تكوين الأمواج.

عندما تنتقل الأمواج إلى مناطق المياه الضحلة، فإنها تبدأ في التأثر بقاع المحيط. تتعطل الحركة المدارية الحرة للماء، ولم تعد جزيئات الماء في حركة مدارية تعود إلى وضعها الأصلي. عندما يصبح الماء ضحلاً يصبح الإنتفاخ أعلى وأكثر حدة، وتشكل في النهاية شكل الموجة الحاد المألوف. بعد انكسار الموجة تصبح موجة ترجمة ويشتد تآكل قاع المحيط.
الموجات الحلقية هي حلول دورية دقيقة لمعادلة «كورتويج دي فريز» (Korteweg-de Vries) في المياه الضحلة، أي عندما يكون الطول الموجي للموجة أكبر بكثير من عمق الماء.